# Lisca
Luiz Carlos Cirne Lima de Lorenzi, conocido generalmente como Lisca (nacido el 11 de agosto de 1972 en Porto Alegre), es un entrenador de fútbol brasileño. Actualmente es director técnico del Avaí Futebol Clube, equipo que compite en el Campeonato Brasileño de Serie A 2022.

## Trayectoria
Lisca jugó como delantero para la configuración juvenil del Internacional antes de retirarse a la edad de 17 años debido a sus estudios. Inició su carrera directiva en el mismo club, incorporándose como entrenador de sus categorías juveniles en 1990. En 1995, se mudó a São Paulo, nuevamente asignado a las categorías juveniles, pero regresó a su club anterior al año siguiente.
La primera experiencia de Lisca como director del primer equipo se produjo en 2001, con Ulbra. Después de ser destituido, regresó a la configuración juvenil y se hizo cargo de Grêmio y Fluminense antes de regresar al Inter en 2006. También estuvo a cargo del primer equipo de este último durante los primeros cinco partidos del Campeonato Gaúcho 2007, ya que el club optó por utilizar un equipo B en el torneo. 
En febrero de 2008 fue nombrado gerente de Brasil de Pelotas. Fue nombrado entrenador del equipo B de la Juventude en el mismo año.
Después de dirigir Porto Alegre, Luverdense (dos temporadas), Caxias y Novo Hamburgo, regresó a la Juventude el 30 de julio de 2012. Aunque dejó el club en diciembre del año siguiente, de ser nombrado al frente de Náutico en la Serie B. 
Lisca dimitió de Timbu el 7 de mayo de 2014 y se unió a Sampaio Corrêa el 22 de julio. Fue despedido de este último el 20 de octubre, luego de ser fuertemente criticado por los medios debido a las malas actuaciones del club. 
Lisca regresó a Náutico en marzo de 2015, siendo despedido el 8 de septiembre. A finales del mes fue nombrado encargado de Ceará, de serio riesgo de descenso a Serie C. Después de lograr evitar la baja, renovó su contrato para la siguiente temporada el 30 de noviembre. 
El 28 de marzo de 2016 fue despedido por Ceará, después de una mala racha. El 29 de junio fue nombrado gerente de Joinville, siendo despedido el 16 de septiembre. 
El 18 de noviembre de 2016, Internacional anunció a Lisca como su nuevo entrenador, con el club con solo tres juegos en la mano y en la zona de descenso. Dejó el equipo después de no poder evitar el primer descenso del rojo a la segunda división, siendo reemplazado por Antônio Carlos Zago.
El 18 de julio de 2017 fue nombrado entrenador de Paraná, pero fue destituido el 2 de septiembre tras altercados con la directiva y supuestamente agredir al asistente del entrenador del club, Matheus Costa. El 8 de octubre fue nombrado al frente de Guarani, pero abandonando el club a finales de año.
El 10 de diciembre de 2017 fue nombrado gerente de Criciúma, pero renunció el 29 de enero siguiente después de solo cuatro partidos. El 4 de junio de 2018 regresó a Ceará en el lugar de la partida de Jorginho. 
El 22 de abril de 2019, después de perder el Campeonato Cearense del año, fue despedido. El 30 de enero siguiente, reemplazó a Felipe Conceição, que se dirigía a Red Bull Bragantino, al frente del América Mineiro. Llevó al Coelho a las semifinales de la Copa de Brasil 2020, al tiempo que logró la promoción de la Série B 2020.
El 14 de junio de 2021, después de siete partidos sin victorias, Lisca dimitió. 

## Clubes

### Como entrenador
| País              | Club               | Año       |
| ----------------- | ------------------ | --------- |
| Bandera de Brasil | Canoas             | 2001      |
| Bandera de Brasil | Brasil de Pelotas  | 2007      |
| Bandera de Brasil | Porto Alegre       | 2009–2010 |
| Bandera de Brasil | Luverdense         | 2010      |
| Bandera de Brasil | Caxias             | 2010–2011 |
| Bandera de Brasil | Luverdense         | 2011      |
| Bandera de Brasil | Novo Hamburgo      | 2012      |
| Bandera de Brasil | Juventude          | 2012–2013 |
| Bandera de Brasil | Náutico            | 2014      |
| Bandera de Brasil | Sampaio Corrêa     | 2014      |
| Bandera de Brasil | Náutico            | 2015      |
| Bandera de Brasil | Ceará              | 2015–2016 |
| Bandera de Brasil | Joinville          | 2016      |
| Bandera de Brasil | Internacional      | 2016      |
| Bandera de Brasil | Paraná             | 2017      |
| Bandera de Brasil | Guarani            | 2017      |
| Bandera de Brasil | Criciúma           | 2018      |
| Bandera de Brasil | Ceará              | 2018–2019 |
| Bandera de Brasil | América Mineiro    | 2020–2021 |
| Bandera de Brasil | Vasco da Gama      | 2021      |
| Bandera de Brasil | Sport Recife       | 2022      |
| Bandera de Brasil | Santos             | 2022      |
| Bandera de Brasil | Avaí Futebol Clube | 2022      |

## Palmarés

### Como entrenador

#### Torneos regionales
| Torneo                    | Título       | Estado             | Año  |
| Campeonato Gaúcho Série B | Porto Alegre | Río Grande del Sur | 2009 |
| Copa FMF                  | Luverdense   | Mato Grosso        | 2011 |
| Copa FGF                  | Juventude    | Río Grande del Sur | 2012 |